# Komora Cieszyńska

Obwód cieszyński w 1844 roku, kolorem żółtym oznaczona Komora Cieszyńska, dodatkowo kolorem czerwonym frydeckie państwo stanowe

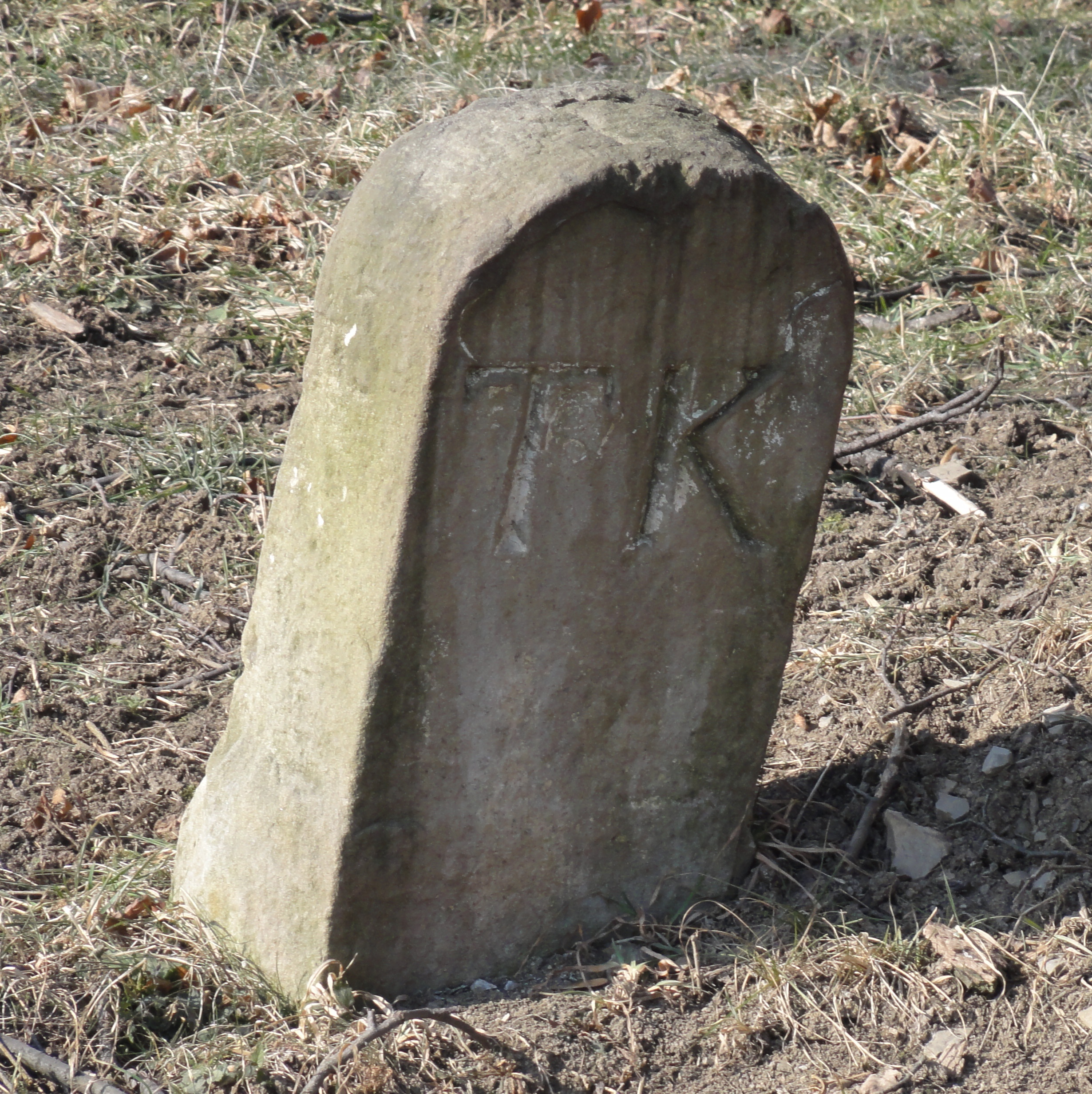
Kamień graniczny Komory Cieszyńskiej w Iskrzyczynie (koło Skoczowa)

Komora Cieszyńska (niem. Teschener Kammer) – oficjalna nazwa połączonych majątków należących bezpośrednio do książąt cieszyńskich w latach 1654–1918, a jednocześnie nazwa instytucji zarządzającej tymi majątkami w imieniu księcia.

## Historia
Komorę Cieszyńską powołano po przejęciu władzy w księstwie cieszyńskim przez Habsburgów w 1653 r. Celem jej utworzenia było uzyskanie możliwości sprawnego, centralnego zarządzania wszystkimi dobrami należącymi do księcia na terenie księstwa cieszyńskiego, które w owym czasie znajdowało się w bardzo trudnej sytuacji ekonomicznej i gospodarczej. Zarządcą Komory był mianowany przez księcia regent (zwany później nadregentem). Pierwszym regentem został Kaspar Tłuk.
Początkowo tworzyły ją 4 miasta (Cieszyn, Skoczów, Strumień i Jabłonków) oraz 31 wsi, podzielonych na dwa klucze: większy cieszyńsko-jabłonkowski oraz mniejszy skoczowsko-strumieński. W następnych dekadach dobra te powiększano i w 1737 były to już 4 miasta z 49 wsiami (z 21 folwarkami).
Początkowa działalność Komory związana była głównie z uzyskiwaniem jak największych dochodów z podporządkowanych jej dóbr oraz z zakrojoną na szeroką skalę akcją kontrreformacyjną. Zarządcy Komory od samego początku zwiększali obciążenia wobec poddanej ludności oraz nie respektowali praw ekonomicznych podporządkowanych im miast. Spowodowało to masową emigrację z podległych Komorze terenów i w efekcie dalszy regres gospodarczy księstwa cieszyńskiego. Na początku XVIII wieku wstrzymano akcję kontrreformacyjną, jednak nadal wzrastały obciążenia pańszczyźniane. W 1736 r. doszło do pierwszego otwartego buntu chłopów, jednak dopiero wielkie powstanie chłopskie w 1766 r. doprowadziło do zajęcia się całą sprawą osobiście przez cesarzową Marię Teresę. W 1771 r. wydała ona patent pańszczyźniany dla Śląska Austriackiego, który uregulował wysokość pańszczyzny i poprawił sytuację chłopów.
Gwałtowny rozwój Komory Cieszyńskiej nastąpił po I rozbiorze Polski w 1772 r., kiedy do cesarstwa austriackiego włączono Galicję, a księstwo cieszyńskie stało się niejako łącznikiem pomiędzy Wiedniem a Krakowem. W 1781 r. ostatecznie zniesiono poddaństwo osobiste chłopów. Rozpoczął się okres rozwoju przemysłowego, którego pierwszym aktem było otwarcie przez Komorę w 1772 r. huty w Ustroniu. Książę Albert Sasko-Cieszyński od 1791 r. zaczął też regularne powiększanie majątku Komory Cieszyńskiej, nabywając całe wsie i miasta w różnych zakątkach księstwa. Dużym nabytkiem był w 1797 zakup frydeckiego państwa stanowego. W niedługim czasie Komora Cieszyńska stała się jednym z głównych źródeł dochodów księcia, a księstwo cieszyńskie urosło do rangi jednego z najbogatszych regionów cesarstwa.
XIX wiek to gwałtowny rozwój Komory Cieszyńskiej. Zarządcy skupili się zarówno na rozwoju rolnictwa, jak i uprzemysłowieniu miast i wsi. W 1839 r. stanowisko dyrektora zakładów górniczo-hutniczych Komory Cieszyńskiej objął Ludwik Hohenegger. Zainicjował on szeroko zakrojone prace geologiczne na Śląsku Cieszyńskim w poszukiwaniu rud żelaza i węgla. Był twórcą nowoczesnego górnictwa węglowego w Zagłębiu Ostrawsko-Karwińskim oraz inicjatorem rozwoju hut m.in. w Baszce, Ustroniu, Trzyńcu, a następnie i w Węgierskiej Górce. Budowano także wapienniki, tartaki, browary, gorzelnie, przędzalnie i cukrownie. Nastąpiło też znaczne powiększenie Komory, i to nie tylko o majątki na terenie księstwa cieszyńskiego. Już w 1838 r. książę Karol Ludwik Habsburg nabył państwo żywieckie, które włączono do dóbr Komory Cieszyńskiej. Później pod zarząd Komory włączono także tak odległe majątki, jak: państwa Mosonmagyaróvár, Bellye, Véghles i Topolovac na Węgrzech, państwo Židlochovice na Morawach oraz Klachau-Wörschach w Austrii.
W 1918 r., po upadku monarchii austriackiej, Komorę Cieszyńską zlikwidowano. Ostatecznie Śląsk Cieszyński podzielono w 1920 r., a majątek Komory Cieszyńskiej znacjonalizowano zarówno w polskiej, jak i w czechosłowackiej jego części.